# Blue (빅뱅의 노래)
Blue(한국어: 블루)는 대한민국의 음악 그룹 빅뱅의 노래이다. 이 노래는 2012년 2월 29일 발매된 그들의 다섯 번째 EP 음반 Alive에 수록 되어 있다. 이에 앞서 2월 22일 선공개되었다. 이 노래는 사랑하는 연인을 떠나보내면서 느끼는 감정을 '푸른색'으로 표현한 감성적인 분위기의 곡이다.

## 뮤직 비디오
이 노래의 뮤직 비디오는 2012년 2월 22일 음원 공개와 동시 공개되었다. "Blue"의 뮤직비디오는 미국 뉴욕에서 촬영 되었고, 뉴욕 거리를 배경으로 쓸쓸하고 애잔한 분위기를 전달하며 흑백톤의 이국적인 배경으로 뛰어난 영상미를 선보였다. 특히 같은 날 방영된 SBS 《강심장》에서 뮤직 비디오가 최초 공개되어, 뜨거운 반응을 얻었다.